# Referèndum per a la ratificació de la Constitució Espanyola de 1978

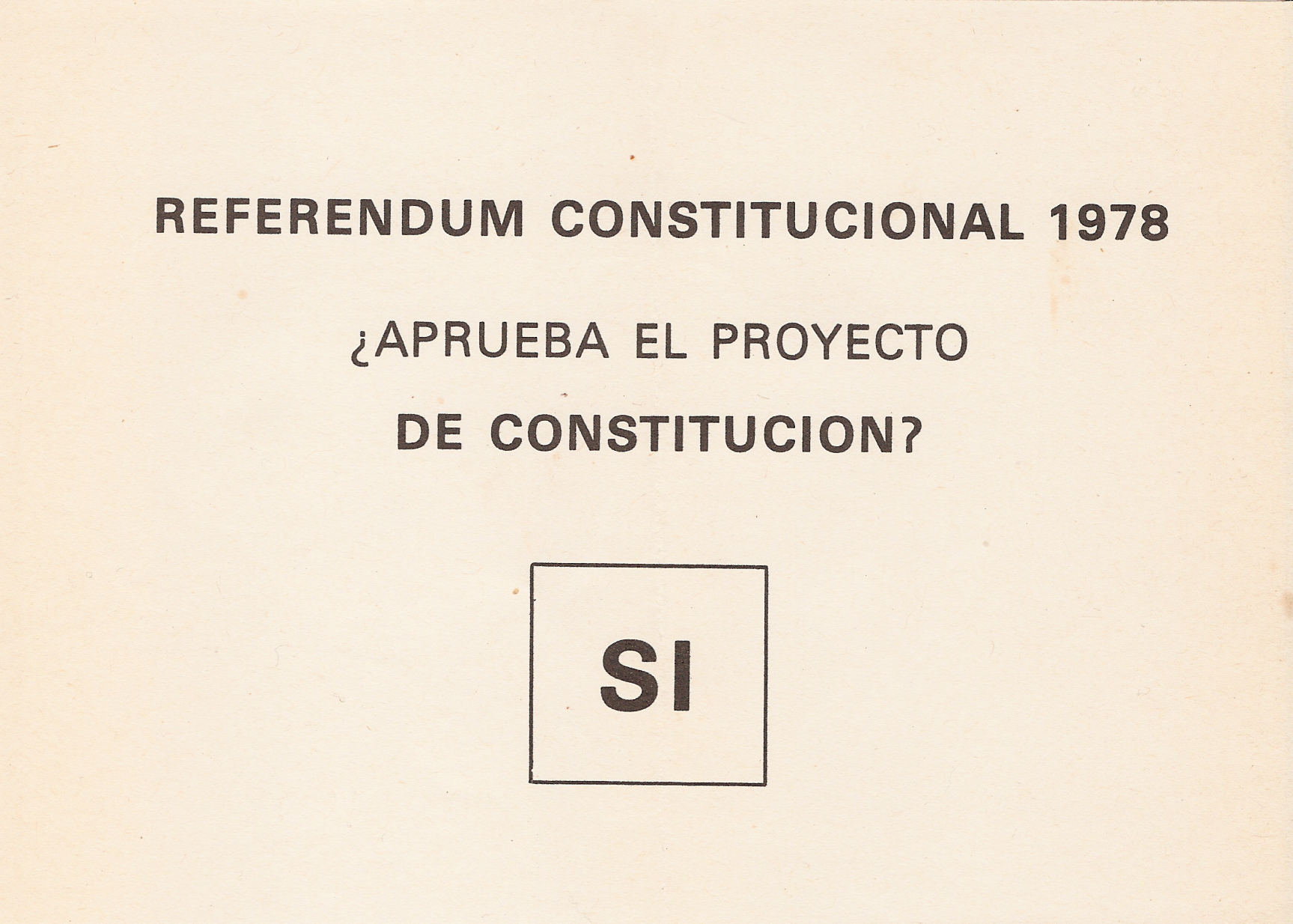
Papereta del 'Sí' del referèndum

El referèndum per a la ratificació de la Constitució Espanyola de 1978 es va celebrar el dimecres, 6 de desembre de 1978 i s'hi plantejava als electors l'aprovació o no de la nova Constitució Espanyola de 1978 aprovada a les Corts. La pregunta plantejada fou «Aprova el Projecte de Constitució?».
El resultat final va ser l'aprovació del projecte constituent, al rebre el suport del 88,54% dels votants. Al referèndum van acudir a votar el 67,11% dels electors.

## Resultats
- Cens: 26.632.180 electors
- Vots comptabilitzats: 17.873.301 votants (67,11%)
- Vots a favor: 15.706.078 (88,54%)
- Vots en contra: 1.400.505 (7,89%)
- Vots en blanc: 632.902 (3,57%)
- Vots nuls: 133.786 (0,75%)

## Resultats a Catalunya
- Cens:   4.398.173 electors
- Vots comptabilitzats:   2.986.790 votants (67,91%)
- Vots a favor:  2.701.870 (90,46%)
- Vots en contra:  137.845 (4,62%)
- Vots en blanc:  126.462 (4,23%)
- Vots nuls:  20.549 (0,75%)

## Crítiques
Hom ha assenyalat que el referèndum es va dur a terme sense tenir un cens oficial i tancat. Aquest fet va provocar que milers de persones es quedessin sense poder votar i que en algunes zones hi hagués, si més no, un 30% d'irregularitats en el cens.